# Глыбное
Глыбное (укр. Глибне) — село,
Самотоевский сельский совет,
Краснопольский район,
Сумская область,
Украина.
Код КОАТУУ — 5922385403. Население по переписи 2001 года составляло 473 человека.

## Географическое положение
Село Глыбное находится на берегу реки Сыроватка (в основном на правом берегу),
выше по течению на расстоянии в 1,5 км расположено село Самотоевка,
ниже по течению на расстоянии в 2 км расположено село Хвойное.
На реке большая запруда, рядом с селом большое озеро Журавлино.
К селу примыкает большой лесной массив урочище Дедова Гора (дуб, сосна).
Рядом проходят автомобильная дорога Т-1904 и
железная дорога, станция Глыбное.

## Экономика
Рыбхоз" Сыроватка"
- «Думовское», ООО.

## Объекты социальной сферы
- Клуб.